# アイ・アール
株式会社アイ・アール（英文社名：I-Art）は、かつて東京都調布市に存在していた、主にテレビ番組・映画・CM・イベントなどの装飾・小道具を行う美術制作会社。
2016年9月7日付で東京地方裁判所より破産手続の開始決定を受け、倒産した。2017年2月13日に法人格が消滅した。
2021年現在の同地では、同業の小道具装飾会社「オリーブアート」(旧ポパイアート)が営業している。

## 所属スタッフ
- 加藤健一（代表者）
- 佐藤昭介
- 竹安正登
- 吉原芳郎
- 北郷良

## 主な作品

### テレビドラマ
（凡例）無：自社、★：アックス、☆：テレビ朝日クリエイト

#### 設立（1992年3月）〜1999年
連続ドラマ
- みちのく温泉逃避行（中部日本放送、テレパック　1994年10月 - 12月 ドラマ30）
- 外科医柊又三郎（テレビ朝日，CUC、1995年7月期 木曜ドラマ）
- スウィートデビル（テレビ朝日，田辺エージェンシー，イースト、1998年7月期 月曜ドラマ・イン）★

単発・スペシャルドラマ
- シンデレラの靴（フジテレビ，ILC、1995年12月 木曜の怪談）
- 警部補 佃次郎「幻の男」（日本テレビ，テレパック、1996年6月 火曜サスペンス劇場）
- 警部補 佃次郎3「艶やかな声」（日本テレビ，テレパック、1997年5月 火曜サスペンス劇場）
- プロデューサー麻生一平の事件ファイル（TBS，ドリマックス・テレビジョン、1998年12月 月曜ドラマスペシャル）
- 警部補 佃次郎7「ここだけの話」（日本テレビ，テレパック、1999年3月 火曜サスペンス劇場）

#### 2000年代
連続ドラマ
- OLヴィジュアル系・第1シリーズ（テレビ朝日，CUC、2000年7月期 土曜ナイトドラマ）
- ケータイ刑事 銭形愛（BS-TBS，ドリマックス・テレビジョン、2002年10月 - 2003年3月 ケータイ刑事 銭形シリーズ）★
- 恋する日曜日・ファーストシリーズ（BS-TBS，ドリマックス・テレビジョン、2003年4月 - 9月）★
- ケータイ刑事 銭形舞（BS-TBS，ドリマックス・テレビジョン、2003年10月期 ケータイ刑事 銭形シリーズ）★
- ケータイ刑事 銭形泪（BS-TBS，ドリマックス・テレビジョン、2004年1月 - 9月 ケータイ刑事 銭形シリーズ）★
- 桜咲くまで（MBS毎日放送，松竹芸能，東通企画、2004年1月 - 3月 ドラマ30）
- ファンタズマ〜呪いの館〜（テレビ東京，東宝、2004年7月期）
- ケータイ刑事 銭形零（BS-TBS，ドリマックス・テレビジョン、2004年10月 - 2005年3月 ケータイ刑事 銭形シリーズ）★
- 怪奇大家族（テレビ東京，東宝、2004年10月期）
- 恋する日曜日・セカンドシリーズ（BS-TBS，ドリマックス・テレビジョン、2005年4月 - 9月）★
- 恋する日曜日・文學の唄シリーズ（BS-TBS，ドリマックス・テレビジョン、2005年12月期）★
- 恋する日曜日・ニュータイプ（BS-TBS，ドリマックス・テレビジョン、2006年1月期）★
- ケータイ刑事 銭形雷（BS-TBS，ドリマックス・テレビジョン、2006年1月 - 9月 ケータイ刑事 銭形シリーズ）★
- ケータイ刑事 銭形海（BS-TBS，ドリマックス・テレビジョン、2007年7月 - 2008年3月 ケータイ刑事 銭形シリーズ）
- 東京少女（BS-TBS，ドリマックス・テレビジョン、2008年4月 - 2009年3月）★
- ケータイ刑事 銭形命（BS-TBS，ドリマックス・テレビジョン、2009年7月期 ケータイ刑事 銭形シリーズ）★
- 減量ボクサー（BeeTV，アズバーズ、2009年11月 - 2010年1月）☆

単発・スペシャルドラマ
- 事件8（テレビ朝日，オフィス・ヘンミ，5年D組、2000年6月 土曜ワイド劇場）
- 警部補 佃次郎11「かるはずみな言葉」（日本テレビ，テレパック、2000年10月 火曜サスペンス劇場）
- 外科医佐伯真の殺人カルテ（テレビ朝日，大映テレビ、2001年3月 土曜ワイド劇場）
- 警部補 佃次郎12「死にいそぐ女」（日本テレビ，テレパック、2001年5月 火曜サスペンス劇場）
- 恋人はスナイパー（テレビ朝日、2001年10月）☆
- タクシードライバーの推理日誌15（テレビ朝日，ユニオン映画、2001年10月 土曜ワイド劇場）☆
- 文書鑑定人白鳥あやめ 三万分の一の告発!（テレビ東京，BSジャパン，角川映画、2002年6月 女と愛とミステリー）☆
- お父さんのロックンロール（東海テレビ，ビデオフォーカス、2002年6月）
- 外科医零子2「ハートの疑惑」（TBS，アズバーズ、2002年9月 月曜ミステリー劇場）
- 松本清張スペシャル・鬼畜（日本テレビ，松竹、2002年10月 火曜サスペンス劇場）
- 湯けむり殺人案内 なんにも専務の名推理（テレビ東京，BSジャパン，ユニオン映画、2003年1月 女と愛とミステリー）☆
- さすらい署長 風間昭平「みちのく最上川殺人事件」（テレビ東京，BSジャパン，C.A.L、2003年3月 女と愛とミステリー）
- 星野哲郎作詞家生活50周年記念「みちのく紅花街道殺人事件」（ABC朝日放送，角川映画、2003年3月 土曜ワイド劇場）
- リターンマッチ〜敗者復活戦〜（東海テレビ，ケイファクトリー、2004年12月）
- 神楽坂署生活安全課（テレビ東京，BSジャパン，ニューウェーヴ、2005年5月 水曜ミステリー9）
- 虚貌 顔のない殺人者（テレビ朝日，ユニオン映画、2005年7月 サスペンス特別企画）☆
- 警部補 佃次郎21「妻の初恋」（日本テレビ，テレパック、2005年9月 火曜サスペンス劇場）
- 神楽坂署生活安全課2「花街欲望の殺意」（テレビ東京，BSジャパン，ニューウェーヴ、2006年6月 水曜ミステリー9）
- 刑事殺し（ABC朝日放送，テレパック、2007年5月 土曜ワイド劇場）
- 神楽坂署生活安全課3「子連れデカ 花街迷宮」（テレビ東京，BSジャパン，ニューウェーヴ、2007年10月 水曜ミステリー9）
- 西村京太郎サスペンス・探偵 左文字進11「完璧な犯罪」（TBS，テレパック、2007年11月 月曜ゴールデン）
- 西村京太郎サスペンス・探偵 左文字進12「凶器の隠し場所」（TBS，テレパック、2008年6月 月曜ゴールデン）
- 刑事殺し2（ABC朝日放送，テレパック、2008年6月 土曜ワイド劇場）
- 西村京太郎サスペンス・探偵 左文字進13「左文字が殺人犯!?」（TBS，テレパック、2009年1月 月曜ゴールデン）
- 刑事殺し 〜完結編〜（ABC朝日放送，テレパック、2009年8月 土曜ワイド劇場）

#### 2010年代
連続ドラマ
- 5年後のラブレター（BeeTV、ドリマックス・テレビジョン　2010年5月-7月）★
- ケータイ刑事 銭形結（BS-TBS、ドリマックス・テレビジョン　2010年12月-2011年2月）★
- 臨死!!江古田ちゃん（日本テレビ、D.N.ドリームパートナーズ、AX-ON　2011年1月期）
- 怪盗ロワイヤル（TBS、ソニー・ミュージックエンタテインメント、東宝　2011年10月期 フライデードラマNEO）★
- 放課後グルーヴ（TBS、ソニー・ミュージックエンタテインメント、光和インターナショナル　2013年4月期 ドラマNEO）★

単発・スペシャルドラマ
- 再捜査刑事・片岡悠介（テレビ朝日、レオナ企画　2010年3月 土曜ワイド劇場）
- 十津川警部シリーズ43「伊勢志摩殺人迷路 〜円空の謎〜」（TBS、テレパック　2010年3月 月曜ゴールデン）
- 西村京太郎サスペンス・探偵 左文字進14「撮影所誘拐事件」（TBS、テレパック　2010年4月 月曜ゴールデン）
- 京都南署鑑識ファイル5（テレビ朝日、アズバーズ　2010年11月 土曜ワイド劇場）
- 逆転報道の女 NEWS1（ABC、アズバーズ　2012年2月 土曜ワイド劇場）
- 女検視官・江夏冬子「血だまりの滴」（フジテレビ、アズバーズ　2012年5月 金曜プレステージ）
- アナザーフェイス〜刑事総務課・大友鉄〜（ABC、テレパック　2012年5月 土曜ワイド劇場）
- 守護神・ボディーガード 進藤輝（TBS、アズバーズ　2012年6月 月曜ゴールデン）
- 看護師・戸田鮎子の推理カルテ（テレビ東京、BSジャパン、泉放送制作　2012年7月 水曜ミステリー9）
- 信州あづみ野の名刑事 道原伝吉の捜査行 長崎・雲仙・島原 湯煙地獄 （テレビ東京、BSジャパン、オー・エル・エム　2012年6月 水曜ミステリー9）
- Dr.門倉周平の事件カルテ（テレビ東京、BSジャパン、LICRI　2012年9月 水曜ミステリー9）
- So long ! 第2夜・チームKメンバー出演による「姉妹の物語」（日本テレビ、AX-ON　2013年2月）
- 逆転報道の女 NEWS2（ABC、アズバーズ　2013年3月 土曜ワイド劇場）
- アナザーフェイス〜刑事総務課・大友鉄2〜（ABC、テレパック　2013年4月 土曜ワイド劇場）

### オリジナルビデオ

#### 設立（1992年3月）〜1999年
- UFO仮面ヤキソバン 怒りのあげ玉ボンバー（ヤキソバン製作委員会　1994年6月）